# Plocama kandaharensis
Plocama kandaharensis là một loài thực vật có hoa trong họ Thiến thảo. Loài này được (Ehrend. & Qarar ex Ehrend. & Schönb.-Tem.) M.Backlund & Thulin mô tả khoa học đầu tiên năm 2007.